# Botho Strauss
Botho Strauss (Naumburgo, Sajonia-Anhalt, 2 de diciembre de 1944) es un dramaturgo y novelista alemán. Pertenece a la generación que empezó a publicar a finales de los años sesenta, tomando el relevo de los autores de la inmediata postguerra en torno al Grupo 47. Se le considera uno de los autores más importantes y también más polémicos de la literatura alemana actual.

## Infancia y juventud
Botho Strauss nació en el último año de la Segunda Guerra Mundial, en Naumburg, una pequeña ciudad de Sajonia-Anhalt, al norte de Jena. Su padre, Eduard Strauss, un farmacéutico y químico, oriundo del Sarre y veterano de la Primera Guerra Mundial, era allí copropietario de una pequeña fábrica de productos farmacéuticos. Al final de la guerra (1945) Naumburg quedó en la zona de ocupación soviética, y bajo el nuevo régimen comunista de la República Democrática alemana (a partir de 1949), Eduard fue expropiado y pasó un tiempo en prisión. En 1955 decidió huir de la RDA con toda su familia y se instaló en el antaño elegante balneario Bad Ems para empezar desde cero como asesor autónomo para la industria farmacéutica. En Bad Ems Botho Strauss fue primero a la escuela primaria Freiherr von Stein y luego al instituto Goethe-Gymnasium donde terminó el bachillerato en 1964. Su afición al teatro y a la música despertó en esos años gracias a los montajes de obras de teatro retransmitidas por la aún joven Deutsches Fernsehen y a los conciertos de la Rheinische Philharmonie en el Kurhalle de Ems. Inició los estudios de Germanística y Ciencias del Teatro en la Universidad de Colonia y luego en la Universidad de Múnich, pero los abandonó sin terminar su tesis doctoral sobre "Thomas Mann y el teatro". En 1967 entró como redactor y crítico en la redacción de Theater Heute, una revista creada en 1960 por el historiador del teatro Henning Rischbieter. En Múnich coincidió con Peter Stein que en 1967 se estrenaba como director de teatro con un sensacional montaje de Saved del entonces desconocido autor inglés Edward Bond en la sala experimental del Kammerspiele muniqués. Ese encuentro influiría decisivamente en la trayectoria del joven crítico de teatro.

## Dramaturgo con elSchaubühney escritor independiente
Cuando en 1970 Peter Stein creó el Schaubühne am Halleschen Ufer en Berlín occidental Strauss se unió al grupo como asesor literario y colaboró en espectáculos seminales de Stein como Peer Gynt (Ibsen) (1971), El Príncipe de Homburgo (Kleist) (1972) y sobre todo Los veraneantes (Gorki) (1974). Estrenó su primera obra propia Die Hypochonder (Los hipocondríacos) (1972) en el Deutsches Schauspielhaus de Hamburgo, dirigida por Claus Peymann y la segunda Bekannte Gesichter, gemischte Gefühle (Caras conocidas, sentimientos confusos) (1974) en Stuttgart, dirigida por Niels-Peter Rudolph. En 1975 dejó el Schaubühne para dedicarse por completo a escribir, pero siguió estrenando sus obras con la compañía: Trilogie des Wiedersehens (Trilogía del reencuentro) (1977), Gross und klein (Grande y pequeño) (1978), Kalldewey, Farce (1981), Der Park (El parque) (1984), una actualización en ambiente urbano de El sueño de una noche de verano de (Shakespeare). Paralelamente a su actividad teatral Strauss fue publicando narraciones como Marlenes Schwester (La hermana de Marlene) (1975), Die Widmung (La dedicatoria) (1977), Paare, Passanten (Parejas, transeúntes) (1981) que le establecieron como uno de los escritores jóvenes más interesantes del momento. Con Der junge Mann (El joven) (1984) Strauss inició una serie de escritos ensayísticos sobre la cultura actual, las relaciones humanas, la sociedad occidental, cuyas reflexiones en general pesimistas también se reflejaron en su teatro de los años 90-2000: Schlusschor (Coro final) (1992), Ithaka (1997), Der Kuss des Vergessens (El beso del olvido) (1999), Die eine und die andere (La una y la otra) (2005), Leichtes Spiel (Jugueteo) (2009). Strauss que vive casi aislado en la Uckermark (Brandenburgo), lejos del bullicio de las grandes ciudades y es conocido por su reserva extrema ante los medios de comunicación, ha publicado recientemente un libro de memorias Herkunft (Origen) (2014) que da algunas claves sobre su elusiva y compleja personalidad literaria.

## Obras

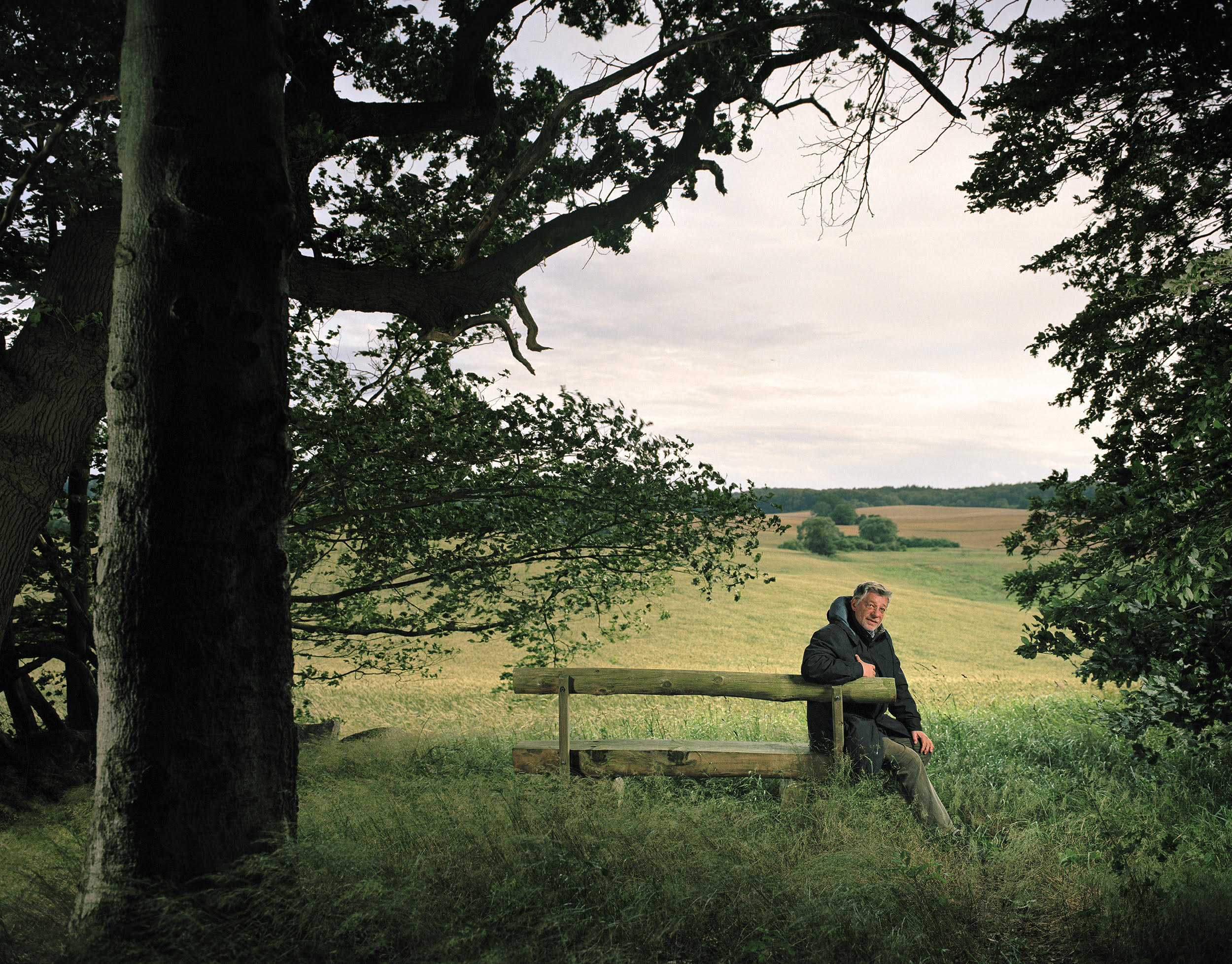
Botho Strauß fotografiado por Oliver Mark en su bosque de Uckermark, 2007

### Teatro
(fecha de estreno)
- Die Hypochonder (1972) dir. Claus Peymann, Deutsches Schauspielhaus, Hamburgo
- Bekannte Gesichter, gemischte Gefühle (1974) dir. Niels-Peter Rudolph, Staatstheater, Stuttgart
- Trilogie des Wiedersehens (1977) dir.Dieter Giesing, Deutsches Schauspielhaus, Hamburgo
- Gross und klein (1978) dir. Peter Stein, Schaubühne, Berlín
- Kalldewey, Farce (1981) dir. Niels-Peter Rudolph, Deutsches Schauspielhaus, Hamburgo
- Der Park (1983) dir. Dieter Bitterli, Schauspielhaus, Freiburg
- Die Fremdenführerin (1986) dir. Luc Bondy, Schaubühne, Berlín
- Besucher (1988)  dir. Dieter Dorn, Münchner Kammerspiele, Múnich
- Sieben Türen, Bagatellen (1988) dir. Dieter Dorn, Münchner Kammerspiele, Múnich
- Die Zeit und das Zimmer (1989) dir. Luc Bondy, Schaubühne, Berlín
- Angelas Kleid (1991) dir. Leander Haussmann, Schauspeil, Graz
- Das Gleichgewicht (1993) dir. Luc Bondy, Festival de Salzburgo
- Ithaka (1996) dir. Dieter Dorn, Münchner Kammerspiele, Múnich
- Die Ähnlichen (1998)
- Jeffers Akt. I und II (1998)
- Unerwartete Rückkehr (2002) dir. Luc Bondy, Berliner Ensemble, Berlín
- Die Nacht mit Alice, als Julia ums Haus schlich (2003)
- Die eine und die andere (2005) dir. Dieter Dorn, Residenztheater, Múnich
- Leichtes Spiel (2009) dir. Dieter Dorn, Residenztheater, Múnich
- Das blinde Geschehen (2011) dir. Matthias Hermann, Burgtheater, Viena

### Narraciones, ensayos, memorias
- Marlenes Schwester (1975)
- Die Widmung (1977)
- Rumor (1980)
- Paare, Passanten (1981)
- Der junge Mann (1984)
- Niemand anderes (1987)
- Versuch, ästhetischen und politische Ereignisse zusammen zu denken (1987)
- Kongress. Die Kette der Demütigungen (1989)
- Mikado (2006)
- Die Unbeholfenen (2007)
- Sie/Er. Erzählungen (2012)
- Die Fabeln der Begegnung (2013)
- Herkunft, Hanser, Múnich (2014)
- Allein mit allen, Gedankenbuch (2014)

## Traducciones
- La dedicatoria, trad. Genoveva Dieterich, Alfaguara, Madrid 1984
- Parejas, transeúntes, trad. Genoveva Dieterich, Alfaguara, Madrid 1986
- Rumor, trad. Antonio de Zubiaurre, Alianza, Madrid 1986
- La hermana de Marlene, trad. Isabel García Wetzler, Laia, Barcelona 1986
- El hombre joven, trad. Mirta Zampieri, Alfaguara, Madrid 1989
- El Parque, trad. Feliu Formosa, dirigido por Carme Portaceli, Teatre Lliure, Barcelona 1992
- El tiempo y la habitación, trad. Jaime Siles, dirigido por Lluis Homar, Centro Dramático Nacional, Madrid 1996
- El particular, trad. Carlos Fortea, Galaxia Gutenberg, Barcelona 2003
- La noche con Alice cuando Julia merodeaba por la casa, trad. Teresa Ruíz Rosas, Galaxia Gutenberg, Barcelona 2005
- El beso del olvido, trad. Ursula Barta, Teatro del Astillero, Madrid 2010
- La dedicatoria, nueva ed. por la misma traductora, Genoveva Dieterich, Las migas también son pan, Madrid 2021.

## Premios
- 1987 Jean-Paul-Preis
- 1989 Georg Büchner-Preis
- 1993 Theaterpreis Berlin
- 2001 Lessingpreis
- 2007 Schillers Gedächtnispreis